# Alsó-Tunguszka
Az Alsó-Tunguszka (oroszul: Нижняя Тунгуска) folyó Közép-Szibériában, Oroszország Irkutszki területén és Krasznojarszki határterületén. A Jenyiszej második legnagyobb, jobb oldali mellékfolyója. Nevének második tagja a тунгус, tunguz népnévből származik.

## Földrajz
Hossza: 2989 km, vízgyűjtő területe: 473 000 km2, évi közepes vízhozama a torkolatnál: 3680 m3/s. Völgyét a nagy kiterjedésű Közép-tunguz-felföld választja el a Jenyiszejbe több száz km-rel délebbre ömlő Köves-Tunguszkától.
A Közép-szibériai-fennsík déli részén, az Angara-hegyvonulattól keletre ered. Egy kezdeti rövid szakaszán északkelet felé, a Lénával párhuzamosan, attól 30–40 kilométernyire folyik, majd észak felé fordul, és a Közép-tunguz-felföld keleti szélén hosszan ebben az irányban halad. Felső szakaszán, az Ilimpeja torkolatáig széles völgyben folyik. Később nyugati irányba fordul és többnyire hegyek között folytatja útját. Kb. 1300 km hosszú alsó szakaszán gyakran több kilométernyire, néha 20 km-re is szélesedik. Máshol szűk völgyben, kanyonszerű szorosban, 100–200 m magas partok között kanyarog, útját zúgók, zuhatagok, kiemelkedő sziklazátonyok kísérik. Ucsami településtől északnyugati irányban folyik tovább, átszeli a Tunguz-felföldet és Turuhanszk településnél ömlik a Jenyiszejbe.
A folyót döntően olvadékvizek táplálják. Magasvíze a felső szakaszon május-júniusban van, az alsó szakaszon júliusig is elhúzódik. Téli vízállása többnyire nagyon alacsony. Októberben, november elején befagy, a jég alól májusban szabadul fel. Tavaszi jégzajláskor a szűk völgyekben kialakuló jégtorlaszok mögött a vízszint 20–35 m-re is megemelkedik.
Magasvíz idején a torkolattól Tura városig hajózható.

### Fontosabb mellékfolyók
- Jobbról: a Kocse-Csum, (733 km, vízgyűjtője 96 400 km2), a Vivi (426 km), a Tutoncsana (459 km), a Szevernaja;
- Balról: a Nyepa (683 km), a Nagy Jerjoma (411 km), az Ilimpeja (611 km), a Tajmura (454 km), az Ucsami (466 km).

## Települések, ásványi kincsek
- Tura, 4800 fő (2003); a Kocse-Csum torkolatánál fekvő kisváros, a 2007. január 1-jén megszüntetett Evenki Autonóm Körzetet egykori központja.
- Turuhanszk, (4662 fő, a 2010. évi népszámláláskor); a torkolatnál fekvő falu, járási székhely.

Közép-Szibériának ebben a körzetében, a két Tunguszka folyó vízgyűjtőjén található a Föld egyik legnagyobb kiterjedésű szénmedencéje. A folyó mentén fekvő gazdag grafittelepek (Noginszk környékén) szintén országos jelentőségűek. A térségben a földgázkészletek részletes felderítését készítik elő, Bogucsani település körzetében szénhidrogénipari kombinát építését tervezik.

## Tervezett vízerőművek, víztározók
A folyón a torkolattól 120 km-re hatalmas, 12 000 MW teljesítményű vízerőmű létesítését tervezik. Megvalósulása esetén a Turuhanszki-vízerőmű az ország legnagyobb és a világ egyik legnagyobb ilyen létesítménye lehet. Víztározójának tervezett hossza 1200 km, teljes vízbefogadó képessége közel 410 km³ lenne, az elárasztandó terület nagyságát 8680 km²-re becsülik. Megvalósítása esetén nyolcezer embert, köztük az elárasztásra kerülő Tura lakosságát kéne otthonából áttelepíteni.